# サーシャ・スタロビッチ
サシャ・スタロヴィッチ（セルビア語: Саша Старовић、1988年10月19日 - ）は、セルビアの元男子バレーボール選手。ポジションはオポジット。元セルビア代表。姉はセルビア代表のサニャ・スタロヴィッチ。

## 来歴
ガツコのクラブチームでキャリアをスタートさせ、2006年にモンテネグロリーグの強豪ブドゥチノスト・ポドゴリツァに入団。同年セルビア・モンテネグロ代表に選出される。セルビア初のサウスポーのオポジットとして、2007年欧州選手権3位、2008年ワールドリーグ準優勝を経験。19歳で北京オリンピックに出場した。
2009年、イタリア・セリエAのマチェラータがスタロビッチを獲得するも、同年8月、シドニーオリンピックでユーゴスラビアに金メダルをもたらした元代表監督ゾラン・ガイッチが指揮するロシア・スーパーリーグのウラル・ウファへ移籍。欧州トップレベルのプロリーグで1シーズンプレーし経験を積んだ。
2010年ワールドリーグではベストスコアラー部門3位と結果を残し、3位入賞に貢献。2010-2011シーズンからセリエAのラティーナでプレーした。

## 球歴
- オリンピック - 2008年（5位）
- 世界選手権 - 2010年（銅メダル）
- ワールドリーグ - 2008年、2009年（準優勝）、2010年（3位）
- 欧州選手権 - 2007年（3位）

## 所属クラブ
- OKガツコ（2005-2006年）
- OKブドゥチノスト・ポドゴリツァ（2006-2009年）
- ウラル・ウファ（2009-2010年）
- トップ・バレー・ラティーナ（2010-2011年）
- UVサン・ジュスティーノ（2011-2012年）
- ルーベ・マチェラータ（2012-2013年）
- トップ・バレー・ラティーナ（2013-2015年）
- Calzedonia Verona（2015-2016年）
- パワー・バレー・ミラノ（2016-2017年）
- PAOKテッサロニキ（2017年）
- トップ・バレー・ラティーナ（2017-2018年）
- ヤロスラヴィチ・ヤロスラヴリ（2018-2019年）
- パナシナイコス（2019-2020年）
- Tourcoing Lille Métropole（2020-2021年）